# Droga krajowa B14 (Niemcy)
Droga krajowa 14 (niem. Bundesstraße 14, B 14) – niemiecka droga krajowa przebiegająca  z południa na wschód z Stockach koło  Jeziora Bodeńskiego przez Tuttlingen, Rottweil, Stuttgart, Schwäbisch Hall, Ansbach, Norymberga, Sulzbach-Rosenberg, Wernberg-Köblitz do Waidhaus i dalej do granicy z Czechami.

## Miejscowości leżące przy B14

### Badenia-Wirtembergia
Stockach, Liptingen, Tuttlingen, Wurmlingen, Weilheim, Rietheim, Balgheim, Spaichingen, Aldingen, Rottweil-Neufra, Rottweil, Zimmern ob Rottweil, Villingendorf, Talhausen, Empfendorf, Oberndorf am Neckar, Sulz am Neckar, Fischingen, Neckarhausen, Dettlingen, Horb am Neckar, Eutingen im Gäu, Ergenzinge, Herrenberg, Nurfingen, Gärtringen, Stuttgart, Waiblingen, Winnenden, Backnang, Oppenweiler, Sulzbach an der Murr, Großerlach, Mainhardt, Bubenorbis, Michelfeld, Schwäbisch Hall, Untermünkheim.

### Bawaria
Nuenstetten, Windmühle, Ansbach, Kattenbach, Wicklesgreuth, Heilsbronn, Buchschwabach, Großweimannsdorf, Stein, Norymberga, Behringersdorf, Rückersdorf, Lauf an der Pegnitz, Reichenschwand, Hersbruck, Happurg, Hohenstadt, Pommelsbrunn, Weigendorf, Haid, Sulzbach-Rosenberg, Hahnbach, Gebenbach, Hirschau, Schnaittenbach, Wernberg-Köblitz, Lohma, Waidhaus.

## Historia
Wyznaczona w 1932 r. Reichsstraße 14 prowadziła początkowo ze Stuttgartu do ówczesnej granicy czechosłowackiej. W 1937 r. przedłużono jej bieg ze Stuttgartu nad Jezioro Bodeńskie a w latach 1939 do 1945 kończyła swój bieg w czeskim Pilźnie.

## Linki zewnętrzne

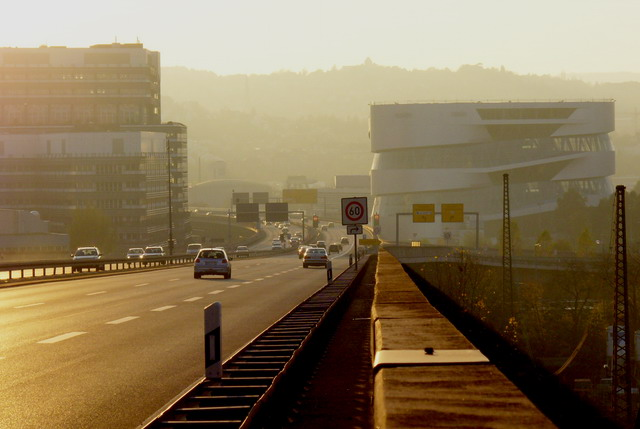
Widok z B14 na muzeum Mercedesa-Benza w Stuttgacie